# Sirius (Mythologie)
Der Sirius (altgriechisch Σείριος Seírios) war in der griechischen Antike eines der am stärksten beachteten Gestirne und der einzige Fixstern, dem regelmäßig kultische Verehrung zukam.

## Sirius als Stern
Die Beobachtung des heliakischen Aufgangs von Sirius (um den 20. Juli) wurde bereits im 8. Jahrhundert v. Chr. von Homer und Hesiod poetisch verarbeitet. Demnach galt der Stern als Bringer der unerträglich empfundenen Sommerglut, weshalb sein Aufgang als ein böses Vorzeichen galt.
Welcher Orions Hund genannt wird unter den Menschen;

Hell zwar glänzt er hervor, doch zum schädlichen Zeichen geordnet,

Denn er bringt ausdörrende Glut den elenden Menschen.
Homer nannte den Stern „Orions Hund“, woraus später die Bezeichnungen „Hundsstern“ und „Hundstage“ für die große Sommerhitze entstanden. Der Name Seirios erscheint erstmals in Hesiods Lehrgedicht Werke und Tage:

„… zur Zeit des lähmenden Sommers… sind die Frauen am geilsten und die Männer am schlappsten, weil ihnen der Sirius Haupt und Knie dörrt und ihr Leib vom Gluthauch verschmachtet.)“

Da kurz nach dem Erscheinen des Sirius am Morgenhimmel die kühlen etesischen Winde einsetzen, wurden diese mit dem Stern mythisch verbunden.

## Kulte

### Keos
Nach einer Sage von der Insel Keos verdorrte der böse Stern Maira die Insel mit seiner Glut. Auf Anraten Apollons wurde dessen Sohn Aristaios auf die Insel geholt, der dort einen Altar für Zeus Ikmios errichtete und diesem und der Maira Opfer darbrachte. Darauf begannen die Etesien zu wehen, die die Glut abschwächen.
Der Kult des Zeus Aristaios Ikmios oder Ikmaios (zu altgriechisch ἰκμάς ikmás, deutsch ‚Feuchtigkeit‘) wurde auf Keos von einer Priesterfamilie ausgeführt, die jährlich beim heliakischen Aufgang des Sirius diesem Opfer darbrachten. Zu dieser Familie gehörte der Sage nach auch der Held Akontios.

### Pelion
Auf dem thessalischen Berg Pelion wurde nach Zeugnis des Schriftstellers Herakleides Kritikos bei Aufgang des „Hundes“, wenn die Hitze am größten ist, dem Zeus Akraios („Gipfel-Zeus“) ein Opfer dargebracht. Die angesehensten Männer der Stadt stiegen, in die Felle frisch geopferter Schafe eingehüllt, zur Höhle des Kentauren Cheiron hinauf, wo auch das Heiligtum des Zeus Akraios stand.

## Mythologie
Der Stern Sirius wurde verschieden benannt, häufig heißt er einfach Κύων Kýōn, deutsch ‚Hund‘, woraus der deutsche Name Hundsstern kommt; auf Latein wurde der Stern Canicula ‚Hündchen‘ genannt. Auch die Sagen um den Stern sind nicht einheitlich und es werden verschiedene mythische Hunde mit dem Stern Sirius in Verbindung gebracht. Dazu kommt noch die Sage von Seirios und Opora.

### Opora
Opora (Ὀπώρα Opṓra, deutsch ‚Ernte, Herbst‘) ist die personifizierte Ernte- und Herbstzeit. Seirios entbrannte in Liebe zu Opora, die unerwidert blieb, weshalb seine Liebesglut so stark wurde, dass die Menschen die Götter um Hilfe anflehten. Darauf sandte der Nordwind Boreas seine beiden Söhne Kalais und Zetes, Opora und Seirios zusammenzubringen, während der Vater den Menschen mit den Etesien Kühlung verschaffte.

### Seirios, Hund des Orion
Homer nennt den Stern „Orions Hund“ (κύων Ὠρίωνος kýōn Ōríōnos), was zeigt, dass die Verbindung zwischen Sirius und Orion alt ist. Doch geben die antiken Quellen keine nähere Auskunft über diesen Hund.
Seirios ist auch ein Name des Helios bzw. des von den Griechen mit diesem gleichgesetzten Osiris.

### Maira, Hund des Ikarios
Maira (Μαῖρα Maíra, deutsch ‚die Funkelnde‘) ist die Hündin des Ikarios. Dieser verteilte als erster Wein an die Landbevölkerung, worauf einige, trunken geworden, ihn töteten, im Glauben er wolle sie vergiften. Seine Tochter Erigone und die Hündin Maira suchten den vermissten Ikarios und Maira spürte seine Leiche auf. Erigone erhängte sich darauf aus Gram, worauf sich Maira in eine Quelle stürzte und ertrank. Der Gott Dionysos verstirnte dann alle drei: den Ikarios als Stern Arktur, Erigone als Jungfrau und die Maira als Sirius. Nach der jüngeren Sage bei Hyginus flohen die Mörder des Ikarios auf die Insel Keos, weshalb die verstirnte Maira die Insel bei ihrem Aufgang mit Glut verdorrte und die Bewohner krank machte.

### Lailaps, Hund des Kephalos
Lailaps (Λαῖλαψ Laílaps, deutsch ‚Sturmwind‘) war ein Hund, den Hephaistos für seinen Vater Zeus schmiedete. Der Hund wechselte mehrmals als Geschenk seinen Besitzer und kam so zum Jäger Kephalos. Dieser wurde beauftragt, den Teumessischen Fuchs zu jagen, schließlich wurden beide, Fuchs und Hund, von Zeus versteinert und als Sterne an den Himmel versetzt. Antike Zeugnisse deuten darauf hin, dass Kephalos manchmal im Sternbild Orion gesehen wurde.

### Iakar
Nach Hesychios ist Iakar (Ἰακάρ · ὁ κύων ἀστήρ Iakár - ho kýōn astḗr) ein Name des Hundssterns. Karl Kerényi brachte diesen nur einmal genannten Namen mit Iakchos in Zusammenhang, einem geläufigen Beinamen des Gottes Dionysos. Aufgrund der mykenischen Männernamen i-wa-ka und i-wa-ko postulierte er eine in die Bronzezeit zurückgehende Verbindung des Sirius mit dem Weinkult. Diese vage These wird von der Forschung kritisch bewertet.

### Sothis
Auch die alten Ägypter beobachteten den heliakischen Aufgang des Sirius, da dieser die kommende Nilflut ankündigte. Der ägyptische Name war bei den Griechen als Sothis (Σωθίς Sōthís) bekannt, spielte aber keine Rolle in ihren Sagen und Kulten.